# Tipula (Eumicrotipula) patagonica
Tipula (Eumicrotipula) patagonica is een tweevleugelige uit de familie langpootmuggen (Tipulidae). De soort komt voor in het Neotropisch gebied.